# Rosen, Dalarna
Rosen är en sjö i Gagnefs kommun i Dalarna och ingår i Dalälvens huvudavrinningsområde. Sjön är 12,5 meter djup, har en yta på 0,0731 kvadratkilometer och befinner sig 352,6 meter över havet. Sjön avvattnas av vattendraget Norån.

## Delavrinningsområde
Rosen ingår i det delavrinningsområde (670071-145995) som SMHI kallar för Utloppet av Tryssjön. Medelhöjden är 409 meter över havet och ytan är 12,21 kvadratkilometer. Det finns inga avrinningsområden uppströms utan avrinningsområdet är högsta punkten. Norån som avvattnar avrinningsområdet har biflödesordning 3, vilket innebär att vattnet flödar genom totalt 3 vattendrag innan det når havet efter 240 kilometer. Avrinningsområdet består mestadels av skog (83 procent). Avrinningsområdet har 0,38 kvadratkilometer vattenytor vilket ger det en sjöprocent på 3,1 procent.